# Ultraleichtfluggelände Nittenau-Bruck

i7
i11
i13

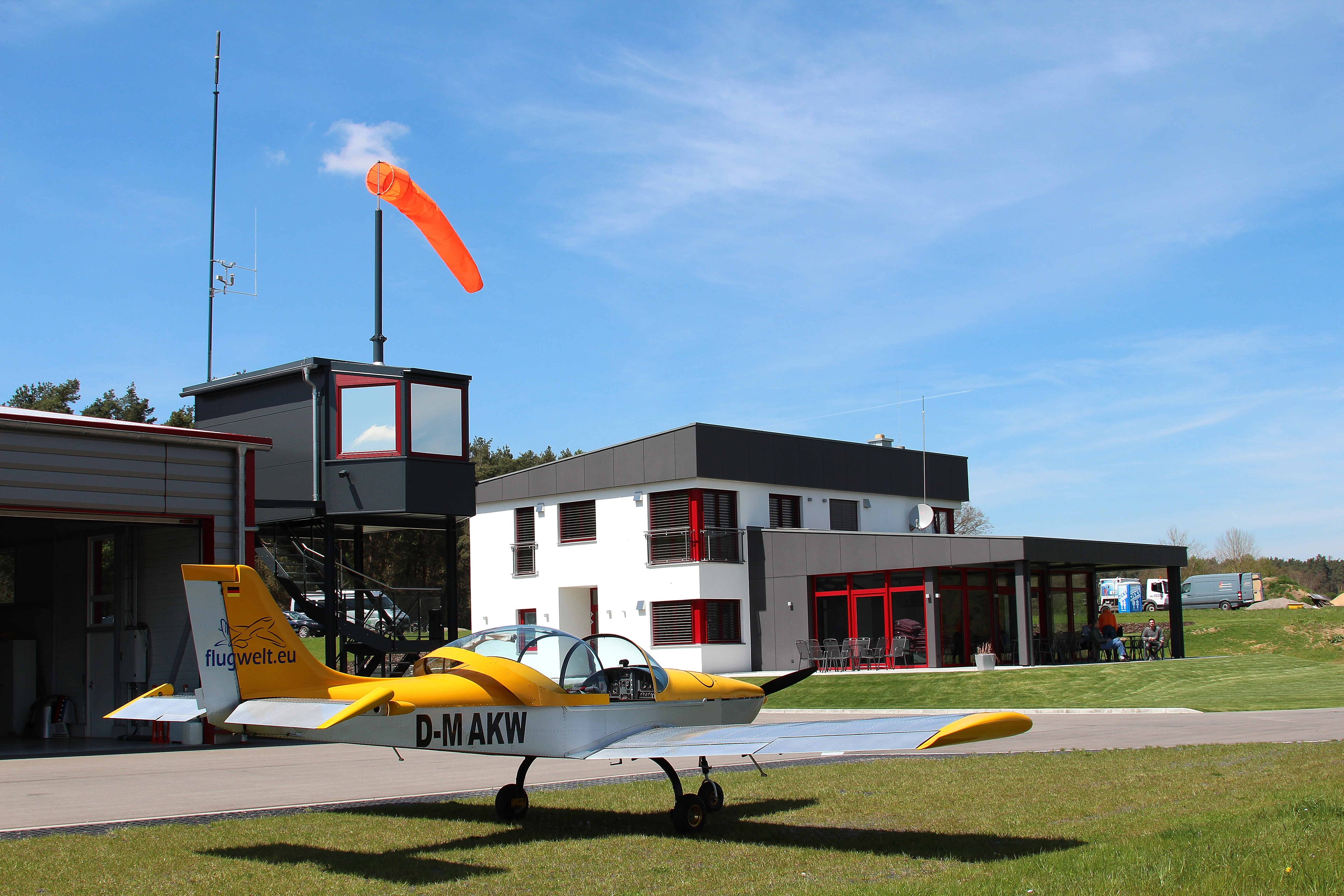
Turm des Ultraleichtfluggeländes (2017)

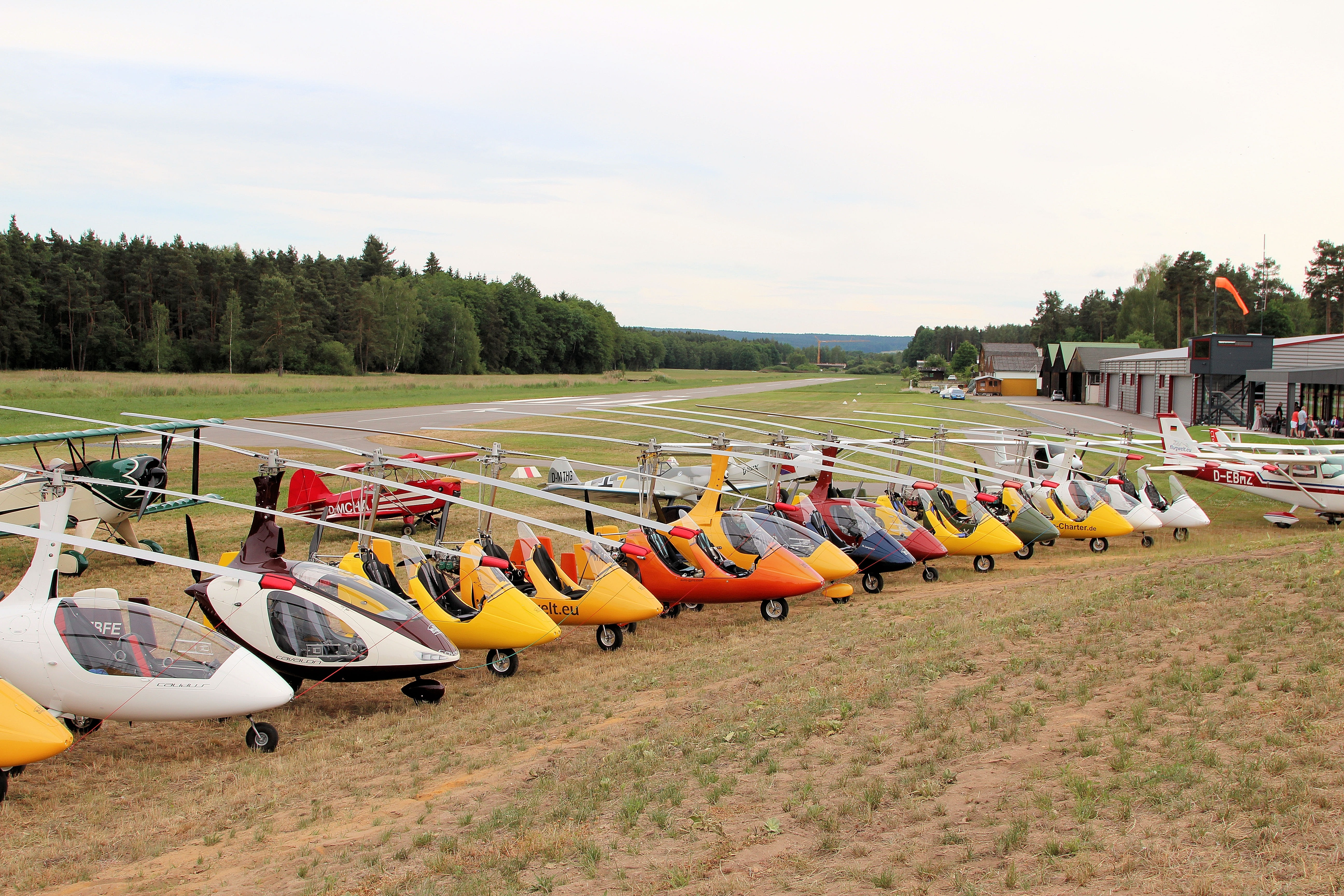
Fliegertreffen 2017

Das Ultraleichtfluggelände Nittenau-Bruck ist ein Ultraleichtfluggelände der Stadt Nittenau und des Marktes Bruck in der Oberpfalz. Er wird von der Am Flugplatz Bruck GmbH betrieben.

## Geografie
Das Ultraleichtfluggelände liegt drei Kilometer südlich des historischen Ortskernes von Bruck im Flurstück Sulzmühler Holz im Tal des Sulzbaches auf einer Höhe von 354 m ü. NN.
Naturräumlich befindet er sich eingekesselt in der Bodenwöhrer Bucht. Nördlich steigt das Gelände zum Oberpfälzer Wald hin auf, östlich und südlich zum Bayerischen Wald und westlich zu der Fränkischen Alb.

## Geschichte
Die Fliegerei wurde in Nittenau-Bruck seit der Aufhebung des Flugverbotes für Deutsche 1952 durch die alliierte Besatzungsmacht seit der Mitte des 20. Jahrhunderts auf eine Initiative des lokalen Unternehmers Gabor Schönek hin betrieben. Der Flugplatz wurde zuvor als Sonderlandeplatz für Flugzeuge mit einer höchstzulässigen Flugmasse von 2000 kg, Hubschrauber mit einer höchstzulässigen Flugmasse von 3000 kg, Segelflugzeuge, Motorsegler und Ultraleichtflugzeuge genehmigt. Zu dieser Zeit besaß er den ICAO-Code EDNM. Im Jahr 2012 wurde die Betriebsgenehmigung eingeschränkt auf Ultraleichtflugzeuge und Hubschrauber bis zu 3000 kg höchstzulässiger Abflugmasse. Er wird daher in den ICAO-Karten als Ultraleichtfluggelände ohne ICAO-Code ausgewiesen.
2015 wurde das Rollfeld neu asphaltiert und auf 15 m verbreitert. In den Folgejahren wurden eine neue Flugzeughalle, ein Tower und weitere Funktionsgebäude neu gebaut, sowie eine Flugschule für Ultraleichtflugzeuge etabliert.

## Flugplatz und Ausstattung
Der Flugplatz ist ein Sonderlandeplatz für Ultraleichtflugzeuge sowie für Hubschrauber bis 3000 kg und hat keine geregelten Betriebszeiten. Eine Landung ist nur nach Erlaubnis des Halters möglich (PPR). Die Länge der Start- und Landebahn beträgt 554 m (Richtung 01/19). Hiervon stehen 453 m für Start und Landung zur Verfügung.
Es bestehen mehrere Wirtschaftsgebäude, ein Clubheim, eine Kapelle, ein Tower (Frequenz 128,755 MHz) und mehrere Hangars. Eine Tankstelle ist nicht vorhanden. Ölservice ist möglich.

## Zwischenfälle
- Am 3. November 2014 stürzte ein Doppeldecker des Typs Platzer Kiebitz (Luftfahrzeugkennzeichen D-MWKV), ein Ultraleichtflugzeug, nach einem missglückten Startversuch in eine Wiese.[7][8]

- Am 26. August 2017 kam es zu einem weiteren Absturz eines Ultraleichtflugzeuges,[9] der bei einigen Anwohnern Unmut hervorrief.[10] Eine Aerostyle Breezer (D-MTLW) wurde in einen Strömungsabriss geflogen und stürzte in einen Wald.[11]

## Verkehr
Gemeindestraßen erschließen den Flugplatz zu der nördlich verlaufenden Bundesstraße 85 und südlich zu der Bundesstraße 16 hin. Der ÖPNV bedient den Flugplatz nicht direkt, es bestehen aber Zustiegsmöglichkeiten zu der Bahnstrecke Schwandorf–Furth im Wald in Bodenwöhr in etwa sechs Kilometern Entfernung.